# Craig Hignett
Craig Hignett (Whiston, 12 januari 1970) is een Engels voormalig profvoetballer die bij voorkeur speelde als aanvaller. Later in zijn carrière speelde hij meestal als middenvelder.

## Clubcarrière

### Crewe Alexandra en Middlesbrough
Hignett begon zijn loopbaan bij Crewe Alexandra in 1988, nadat hij geen profcontract kreeg bij Liverpool. Na vier seizoenen vertrok hij naar Middlesbrough. Hignett werd aan Teesside een belangrijke speler. Hij was de allereerste doelpuntenmaker in het gloednieuwe Riverside Stadium tegen Chelsea op 26 augustus 1995. Middlesbrough won die wedstrijd met 2–0. Het andere doelpunt werd gescoord door de Noorse spits Jan Åge Fjørtoft. Nick Barmby gaf de twee assists. In 1995 promoveerde Hignett met Boro naar de Premier League onder speler-coach Bryan Robson. Hieruit degradeerde hij met de club in 1997, een jaar waarin onder Robson echter wel de finales van de League Cup en de FA Cup werden gehaald. Middlesbrough, met Hignett beide malen in de ploeg, verloor de finales van Leicester City (na een replay) en Chelsea respectievelijk.
In 1998 ruilde hij Middlesbrough in voor het Schotse Aberdeen, maar bleef amper zes maanden bij deze club.

### Barnsley en Blackburn Rovers
In de winterperiode van 1998/99 tekende hij een contract bij tweedeklasser Barnsley, dat aan het einde van het seizoen 1997/98 was gedegradeerd uit de Premier League. Blackburn Rovers betaalde vervolgens 2,2 miljoen Britse pond voor Hignett in de zomer van 2000. Op Ewood Park schipperde hij tussen bank en basis en Hignett won in 2002 als bankzitter de League Cup met Blackburn door in de finale te winnen van Tottenham Hotspur met 2–1 (doelpunten van Matt Jansen en Andy Cole). In het seizoen 2003/04 kwam Hignett, die reeds vaker als middenvelder werd opgesteld, opnieuw in de Premier League uit met Leicester City. Hij speelde slechts 15 competitiewedstrijden en werd na Nieuwjaar uitgeleend aan zijn oude club Crewe Alexandra.

### Latere carrière
In de laatste stadia van zijn profcarrière speelde Hignett voor Leeds United, het Cypriotische Apollon Limassol en Hartlepool United.
Hignett (38) zette in 2008 een punt achter zijn loopbaan als voetballer bij amateurclub Billingham Synthonia aan Teesside.

## Erelijst
Middlesbrough FC
- Football League First Division

1994/95
 Blackburn Rovers FC
- League Cup

2002